# ポンペイ (映画)
『ポンペイ』（Pompeii）は、2014年のアメリカ合衆国のディザスター・アクション映画。監督はポール・W・S・アンダーソンで、2014年2月21日に公開された。

## ストーリー
紀元62年、ローマ帝国の支配に抵抗したケルト人はコルヴス率いるローマ軍に蹂躙され、少年マイロだけが生き残るが、彼は奴隷として売り飛ばされる。十数年後の紀元79年、マイロはロンディニウムで敵う者なしの剣闘士に成長していた。マイロの持ち主グラセウスは彼の実力に満足し、興行のために奴隷たちを引き連れてポンペイに向かう。その途中、一行は裕福な商人の娘カッシアの馬車と遭遇し、マイロは怪我をして苦しんでいる彼女の馬を殺し、苦しみから解放する。カッシアは1年間ローマに滞在していたが、傲慢なローマ人たちに嫌気が差して故郷に戻ってきていた。
マイロはブドウ収穫祭のイベントである剣闘会に出場することになり、対戦相手にはポンペイ最強の剣闘士アティカスが選ばれた。アティカスもマイロと同じく被征服民族の出身で、マイロとの戦いに勝利した暁には自由の身を与えられることになっていた。同じ頃、元老院議員になっていたコルヴスがポンペイを訪れ、カッシアの父セヴェルスと会談していた。セヴェルスはコルヴスを宴に招き、ポンペイ再建の資金を得るためにコルヴスに協力を求めたが、彼の目的はローマで出会ったカッシアを妻に迎えることだった。しかし、コルヴスの傲慢さを嫌うカッシアは彼の申し出を断る。宴には貴婦人たちの夜の相手をするためにマイロたちも呼ばれていたが、ヴェスヴィオ火山が噴火して、カッシアの馬が暴れ出す。マイロはカッシアに頼まれて馬をなだめ、恋に落ちていた二人は馬に乗り逃亡する。しかし、二人はコルヴスの追手に追い付かれ、マイロは殺されそうになる。カッシアの懇願でマイロは助かるが、コルヴスは剣闘会でマイロを殺すようにグラセウスに命令する。
剣闘会当日。グラセウスはセヴェルスの命令で剣闘の内容を変え、観衆を盛り上げるためにマイロとアティカスを殺そうとする。しかし、グラセウスは闘技場が噴火の影響で崩れ始めていることに気付き、ポンペイから逃げ出そうとする。一方、主賓として招かれたコルヴスは「皇帝を侮辱したことを報告する」とセヴェルスを脅して、カッシアとの結婚を強引に認めさせる。カッシアも両親を守るために結婚を承諾する中、剣闘会が始まり、コルヴスのケルト人反乱鎮圧の演目が催される。マイロとアティカスはローマ兵に扮した剣闘士たちを返り討ちにし、手にした槍でコルヴスを殺そうとする。激怒したコルヴスはマイロを殺そうとするが、カッシアが助命を宣言し、観衆も彼女を支持する。コルヴスはカッシアを拘束した後に腹心のプロキュラスと戦うように命じ、プロキュラスはマイロを圧倒して止めを刺そうとする。しかし、その瞬間、ヴェスヴィオ火山が大噴火を起こし、ポンペイが炎に飲み込まれる。
大噴火の影響で闘技場は崩壊し、セヴェルスはコルヴスを殺そうとするが、返り討ちに遭い妻アウレリアと共に絶命する。一方、闘技場から脱出したマイロはアティカスと別れ、カッシアを助けるために監禁先の彼女の屋敷に向かう。人々がポンペイから脱出しようと港に集まる中、グラセウスは一足先に船に乗り込み脱出するが、噴火で飛んできた岩石に衝突し、船が沈没する。マイロはカッシアを助け出してアティカスと合流するが、港は津波で壊滅していたため、三人は馬を手に入れるため闘技場に向かう。しかし、そこにはコルヴスが先回りしており、カッシアを捕まえ馬車に乗り込み脱出を図る。アティカスは、プロキュラスを食い止める間にコルヴスを追うようにマイロに告げ、マイロは馬に乗りコルヴスを追う。
コルヴスは逃げ切ろうとするが、馬車が横転してマイロに追い付かれてしまい、彼と一騎打ちになる。一騎打ちの末にコルヴスは敗れ、カッシアによって馬車に鎖で繋がれてしまい、逃げられずに溶岩流に飲み込まれる。また、プロキュラスとの戦いに勝利したアティカスも、自由の身になったことを叫びながら火砕流に飲み込まれる。マイロとカッシアは郊外まで脱出するが、溶岩流に追い付かれてしまう。馬が速く走れるようにマイロは自分だけ降りてカッシアだけ逃がそうと考えるが、カッシアはそれを拒んで逆に馬だけを逃がし、マイロと口づけをしたまま共に溶岩流に飲まれていく。

## キャスト
※括弧内は日本語吹替
- マイロ - キット・ハリントン[5]（小松史法）

ローマ人に一族を滅ぼされたケルト人騎馬族の生き残り。その後、奴隷となるが、無類の強さを誇るグラディエーターとしても成長した。
- カッシア - エミリー・ブラウニング[6]（合田絵利）

ポンペイの有力者の娘。
- アウレリア - キャリー＝アン・モス[6]（日野由利加）

カッシアの母。
- アティカス - アドウェール・アキノエ＝アグバエ[7]（楠大典）

被征服民族の出身。マイロの友人。ポンペイ最強の剣闘士と評される実力者。
- アリアドネ - ジェシカ・ルーカス（英語版）[8]（塩谷綾子）

カッシアの侍女。馬を安楽死させたマイロを野蛮に思う博愛主義者。
- セヴェルス - ジャレッド・ハリス[9]（梅津秀行）

カッシアの父。裕福な商人。
- コルヴス - キーファー・サザーランド[10]（小山力也）

ローマの上院議員。傲慢な性格。カッシアを妻にしようと狙っている。
- グラセウス

マイロを引き取った人物。
- グレカス

闘技会の興行師。

## 製作
本作は2013年3月から7月にかけてカナダのオンタリオ州トロントで撮影された。

## 興行収入
北米では、2014年2月21日に2658館で公開され、公開初週末に $10,340,823を稼ぎ出し興行収入ランキング3位となった。

## 評価
本作は批評家から否定的な評価を下された。映画批評集積サイトRotten Tomatoesには143件のレビューがあり、批評家支持率は29％、平均点は10点満点で4.4点となっている。また、Metacriticには29件のレビューがあり、加重平均値は40/100となっている（2014年3月20日時点）。